# バレアレス諸島大学
バレアレス諸島大学（カタルーニャ語: Universitat de les Illes Balears, UIBIPA: [univərsiˈtad də ɫəz ˈiʎəz βəɫəˈas]、スペイン語: Universidad de las Islas Baleares）は、スペイン・バレアレス諸島州の公立大学（州立）。マヨルカ島のパルマ・デ・マヨルカに拠点を置く。1978年にパルマ大学として設立され、1985年にバレアレス諸島大学に改称した。講義にはカタルーニャ語、スペイン語、英語の3言語が使用される。ビベス大学ネットワークに加盟している。

## 歴史
アラゴン王フェルナンド2世は1483年、パルマ・デ・マヨルカにリュリア総合学院を設立することを承認した。この学院の名称はマヨルカ島出身の哲学者であるラモン・リュイに因んでいる。リュリア総合学院は1835年まで運営されたが、同年に閉鎖された。それ以後のバレアレス諸島に高等教育機関はなく、高等教育を志す学生はスペイン本土のサルベラにあるサルベラ大学に通い、サルベラ大学が閉鎖されるとバルセロナにあるバルセロナ大学に通った。
バルセロナ大学の援助によって、1949年にはリュリア総合学院が復活し、哲学部と文学部の課程が提供された。1972年にはバルセロナ自治大学とバルセロナ大学に付属する理学部と芸術学部の課程が加わり、その後法学部が設立された。1978年にはリュリア総合学院がバルセロナ大学やバルセロナ自治大学の付属機関の座を離れ、パルマ大学となった。1983年にはパルマからバルデモーサに向かう途中に新キャンパス（現在のメインキャンパス）が開設された。
1985年にはパルマ大学からバレアレス諸島大学に改称された。1992年には教育学部が、1993年には観光学部が、2000年には心理学部と高等技術専門学校が開設された。1996年からはバレアレス諸島州政府から資金が提供されている。1998年にはイビサ島とメノルカ島にも新キャンパスが開設された。2007年にはパルマ・デ・マヨルカの中心市街地とバレアレス諸島大学を結ぶパルマ・メトロの1号線が開業した。

## 学長
- 1979-1981 Antoni Roig Muntaner
- 1981-1982 Antoni Ribera i Blancafort
- 1982-1995 Nadal Batle i Nicolau
- 1995-2003 Llorenç Huguet
- 2003-2007 Avel•lí Blasco
- 2007-2013 Montserrat Casas Ametller
- 2013 Jaume Carot
- 2013- Llorenç Huguet

## 学部
- 経済経営学部
  - 経営学、経営管理、経済学
- 教育学部
  - 教育学、社会教育、精神医学
- 法学部
- 医学部
- 看護学部
- 哲学・芸術学部
  - 哲学、英文学、カタルーニャ文学、スペイン文学、地理学、歴史学、美術史学、社会学
- 心理学部
- 理学部
  - 生物学、物理学、化学、農業工学、園芸学
- 観光学部
- 高等技術専門学校

## 関係者

### 教員
- フランセスク・デ・ボルハ・モル（英語版）(1903-1991) : カタルーニャ語学者。
- カミーロ・ホセ・セラ・コンデ（英語版）(1946-) : 著作家。法哲学教授。カミーロ・ホセ・セラの息子。

### 出身者
- アントゥミ・トアシヘ（英語版）(1969-) : 歴史学者。
- クリストフォル・ソレイ・イ・クラデラ（スペイン語版）(1956-) : 国民党の政治家。バレアレス諸島州政府首相（1995年-1996年）。
- フランセスク・アンティッチ・オリベル（英語版）(1958-) : スペイン社会労働党の政治家。バレアレス諸島州政府首相（1999年-2003年、2007年-2011年）。